# 高向色夫智
高向 色夫智（たかむく の しこぶち）は、飛鳥時代の貴族。名は色夫知とも記される。官位は従五位下・山背守。

## 経歴
文武朝末の慶雲4年（707年）小治田安麻呂・小治田宅持・上毛野堅身とともに従六位下から四階昇進して従五位下に叙爵する。
元明朝の和銅元年（708年）右兵衛督に任ぜられ、翌和銅2年（709年）田口益人に官職を譲り、坂合部三田麻呂の後任として山背守に任命されている。

## 官歴
『続日本紀』による。
- 時期不詳：従六位下
- 慶雲4年（707年） 2月25日：従五位下
- 和銅元年（708年） 3月13日：右兵衛督
- 和銅2年（709年） 11月2日：山背守